# Heinrich Gerber (Architekt)
Heinrich Gerber (* 23. August 1831 in Hannover; † 28. Februar 1920 in Göttingen; vollständiger Name Heinrich August Anton Bernhard Gerber) war ein deutscher Architekt, Stadtplaner und kommunaler Baubeamter in Göttingen.

## Leben und Wirken
Heinrich Gerber war Sohn des General-Kasseschreibers Johann Nicolaus Daniel Gerber. Nach dem Besuch des Lyzeums in Hannover studierte Gerber von 1847 bis 1852 Architektur an der Polytechnischen Schule Hannover, unter anderen bei Conrad Wilhelm Hase (1818–1902), mit dem er später noch lange eine Verbindung pflegte. Anschließend arbeitete er in Hases Architekturbüro, wo Gerber 1853 am Kirchturm-Entwurf für die Martinskirche in Linden mitwirkte.
Schon im Jahr des Studienabschlusses 1852 wurde Gerber Eisenbahn-Ingenieur-Assistent beim Bau der Hannöverschen Südbahn, wo er 1855–1857 die Bauleitung bei der Errichtung des Bahnhofs von Hannoversch-Münden (entworfen von Hase) innehatte. Anschließend verbrachte er viele Jahre im Ausland. So arbeitete er u. a. in Paris bei dem Architekten Jakob Ignaz Hittorff (1792–1867), wo er an der Neugestaltung des Place de la Concorde beteiligt war. Auf Vermittlung seines Bruders, eines Kaufmanns in Rio de Janeiro, nahm Heinrich Gerber 1857 für zehn Jahre eine Anstellung als Chefingenieur der brasilianischen Provinz Minas Gerais an. Dort war er für die Erstellung einer neuen Provinzkarte sowie zahlreiche Hoch- und Tiefbauprojekte verantwortlich, so auch für die Planung des Theaters in Ouro Preto.
Nach seiner Rückkehr nach Deutschland war Heinrich Gerber zunächst wieder bei der Eisenbahn beschäftigt, nun als Stationsbaumeister bei der Köln-Mindener Eisenbahn-Gesellschaft.

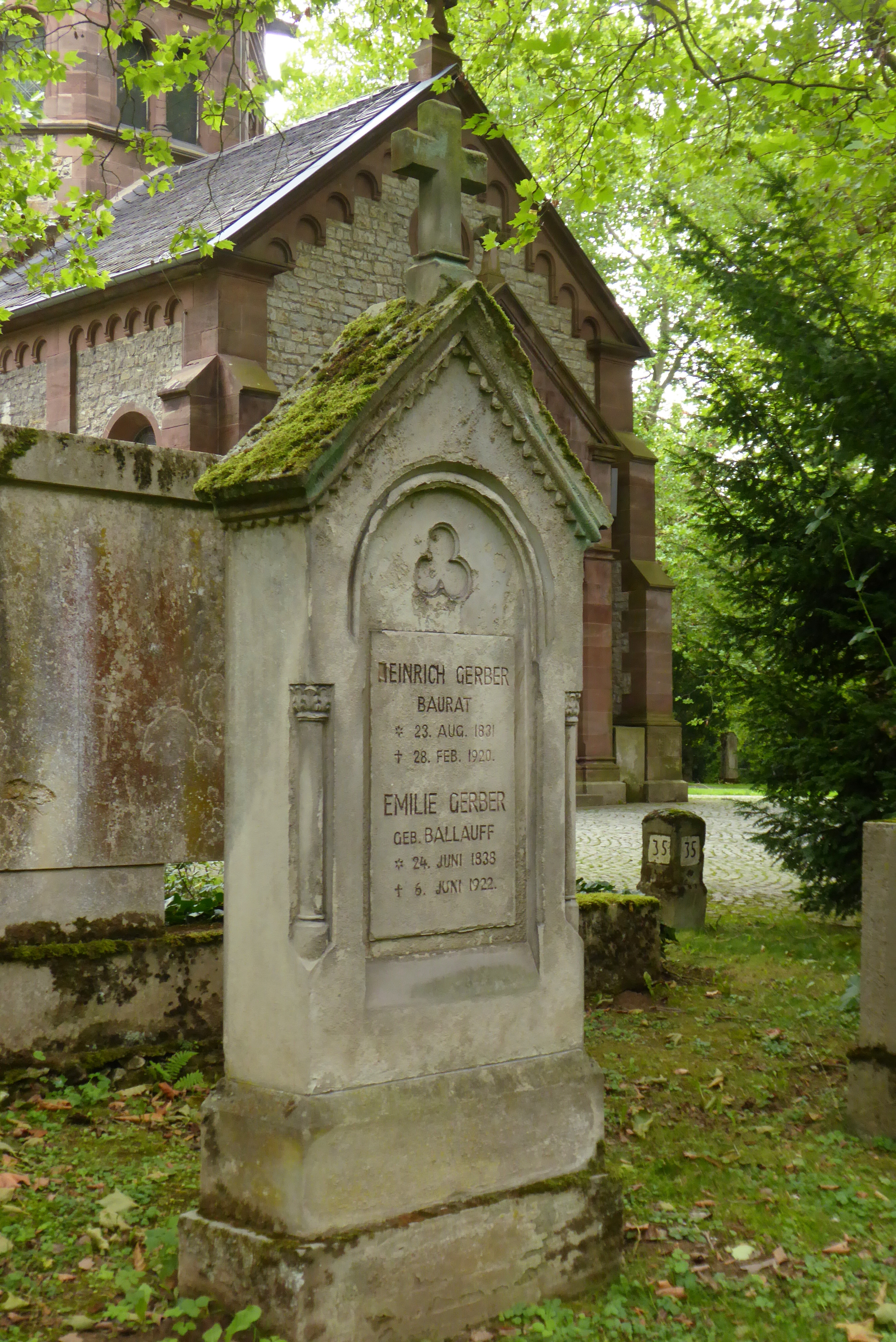
Grabstein für Heinrich Gerber (2020)

1869 wurde Gerber auf Veranlassung des Göttinger Oberbürgermeisters Georg Merkel als erster Stadtbaumeister der Stadt angestellt. Später stieg er zum Stadtbaurat auf. In Göttingen war Heinrich Gerber bis 1901 über dreißig Jahre lang maßgeblicher Baubeamter und prägte das Stadtbild durch Entwurfsplanungen und eigene Bauten entscheidend mit. Außer Hochbauprojekten war Gerber in Göttingen auch stadtplanerisch tätig und für die Erweiterung der Infrastruktur (Wasserleitungssystem, Abwasserkanalisation, Wegenetz) der wachsenden Stadt verantwortlich.
Neben der Beamtentätigkeit führte Gerber mit Genehmigung des Magistrats auch private Planungsaufträge sowie Aufträge anderer Kommunen vor allem in Südniedersachsen aus. Aus gesundheitlichen Gründen trat er im Jahr 1901 – schon siebzigjährig – in den Ruhestand. Sein Nachfolger als Stadtbaurat wurde Friedrich Jenner.
Im Jahr 1905 baute der Göttinger Architekt und Bauunternehmer Wilhelm Frankenberg (1868–1932) nach Gerbers Entwurf dessen Villa (Bühlstraße 12, an der Ecke zur heutigen Baurat-Gerber-Straße). Im Jahr 1870 hatte er noch in der von ihm selbst geplanten und errichteten Villa Herzberger Landstraße 3 gewohnt.
Heinrich Gerber starb 1920 im 89. Lebensjahr. Sein Grab mit einem neugotisch gestalteten Sandsteingrabmal befindet sich auf dem Göttinger Stadtfriedhof an der Kasseler Landstraße. Gerber war verheiratet mit Emilie Gerber, geb. Ballauf (* 24. Juni 1838, † 6. Juni 1922).

## Bauten in Göttingen (Auswahl)
Das im Folgenden aufgelistete, architektonische Werk von Heinrich Gerber ist bisher nicht monografisch erforscht und daher eine vorläufige Übersicht im Aufbau.
- um 1870: eigenes Wohnhaus, Herzberger Landstraße 3
- 1879: östliche Volksschule (Albanischule), Albaniplatz 1
- 1879: Höhere Mädchenschule (Herbartschule), Nikolaistraße 1a
- 1880: Volksschule (Jahnschule, heute Außenstelle „Kleiner Felix“ des Felix-Klein-Gymnasiums), Bürgerstraße 36/38
- 1880: Villa für Carl Ludwig von Bar, Herzberger Landstraße 25
- 1881: Anlage des Stadtfriedhofs, Kasseler Landstraße 1
- 1882–1883: Schlachthof, Schlachthofweg[12][13]
- 1886: westliche Volksschule (Voigtschule), Bürgerstraße 15
- 1888: Corpshaus des Corps Saxonia Göttingen, Theaterplatz 5[14]
- 1892: Kaiser-Wilhelm-II.-Realschule, Lotzestraße 16/18
- 1892–1896: Bismarckturm auf dem Hainberg
- 1894: Verbindungshaus des Corps Bremensia Göttingen, Reinhäuser Landstraße 23[14]
- 1896–1897: „Kapellen“-Anbau an der städtischen Altertumssammlung (heute Städtisches Museum), Ritterplan 7
- 1899–1900: Friedhofskapelle auf dem Stadtfriedhof, Kasseler Landstraße 1
- 1899–1901: Pumpenhaus, Herzberger Landstraße 82
- 1901: Mittelschule für Mädchen (heute Außenstelle „Minimax“ des Max-Planck-Gymnasiums), Albanikirchhof 7/8
- 1905: eigene Villa, Bühlstraße 12 (Baurat-Gerber-Straße 1)[12]

Bildergalerie: Von Heinrich Gerber in Göttingen entworfene Bauten (Auswahl)
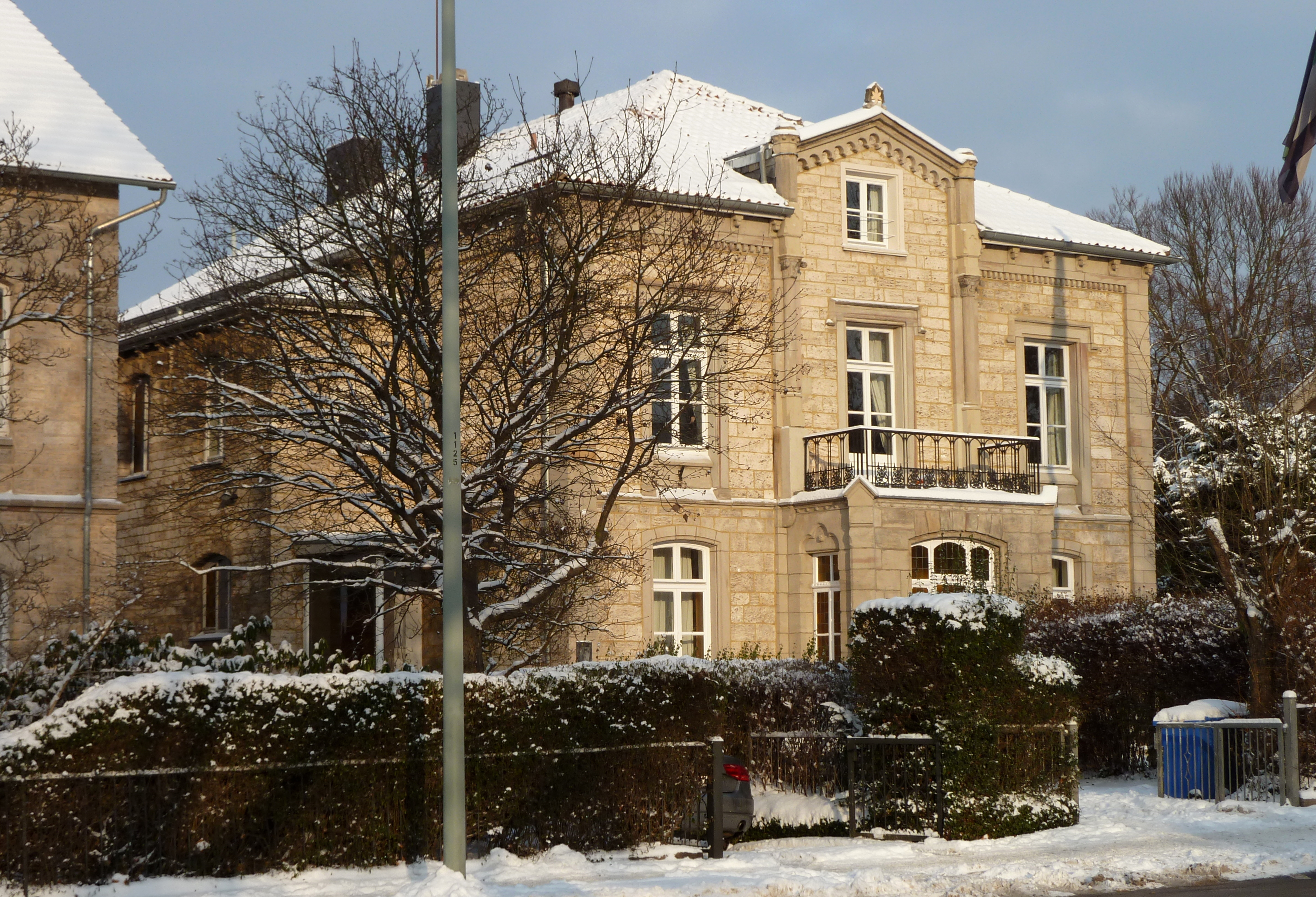
Göttingen, Herzberger Landstraße 3, eigenes Wohnhaus (um 1870)
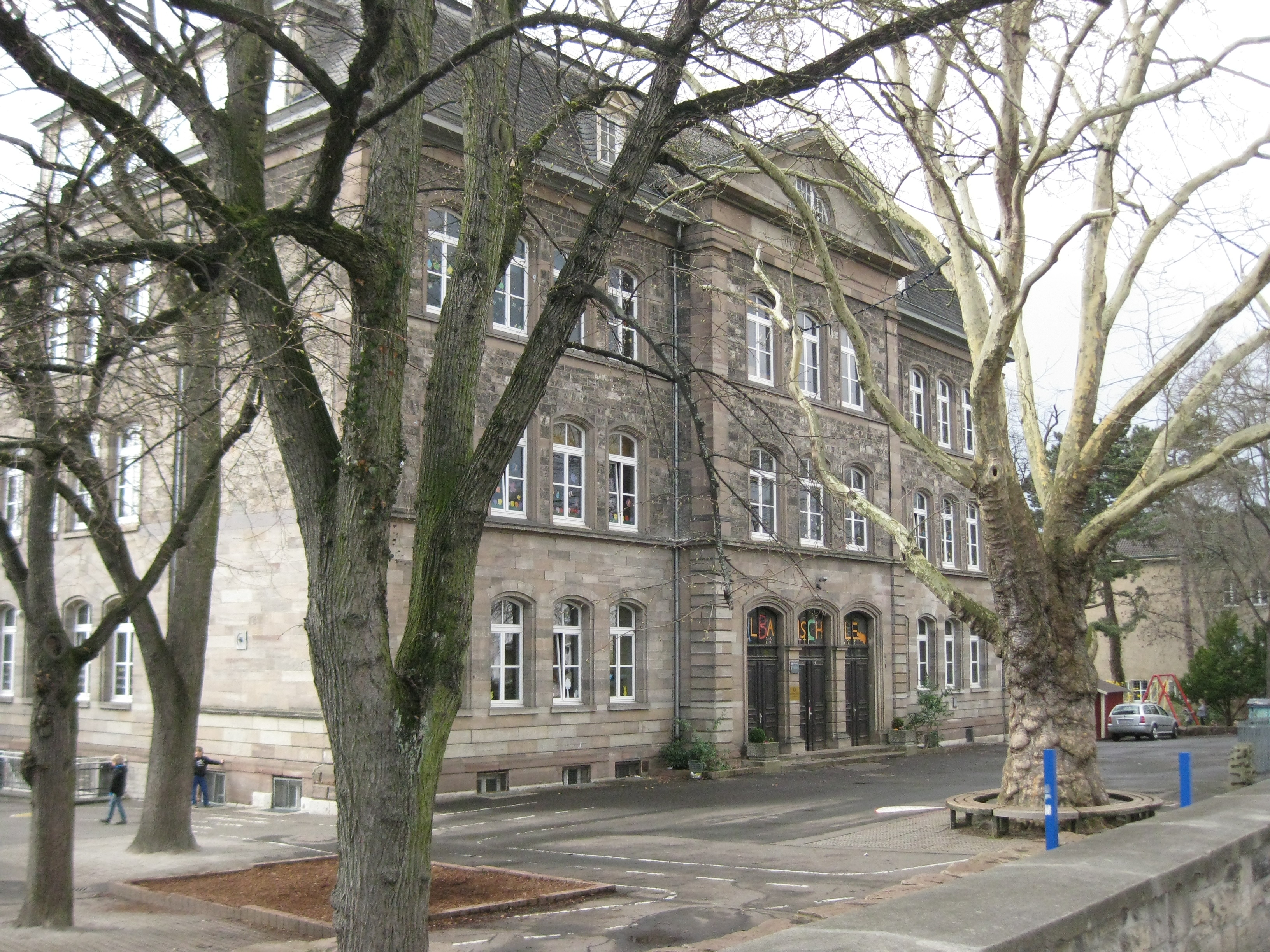
Göttingen, östliche Volksschule, „Albanischule“, Albaniplatz 1 (1878)
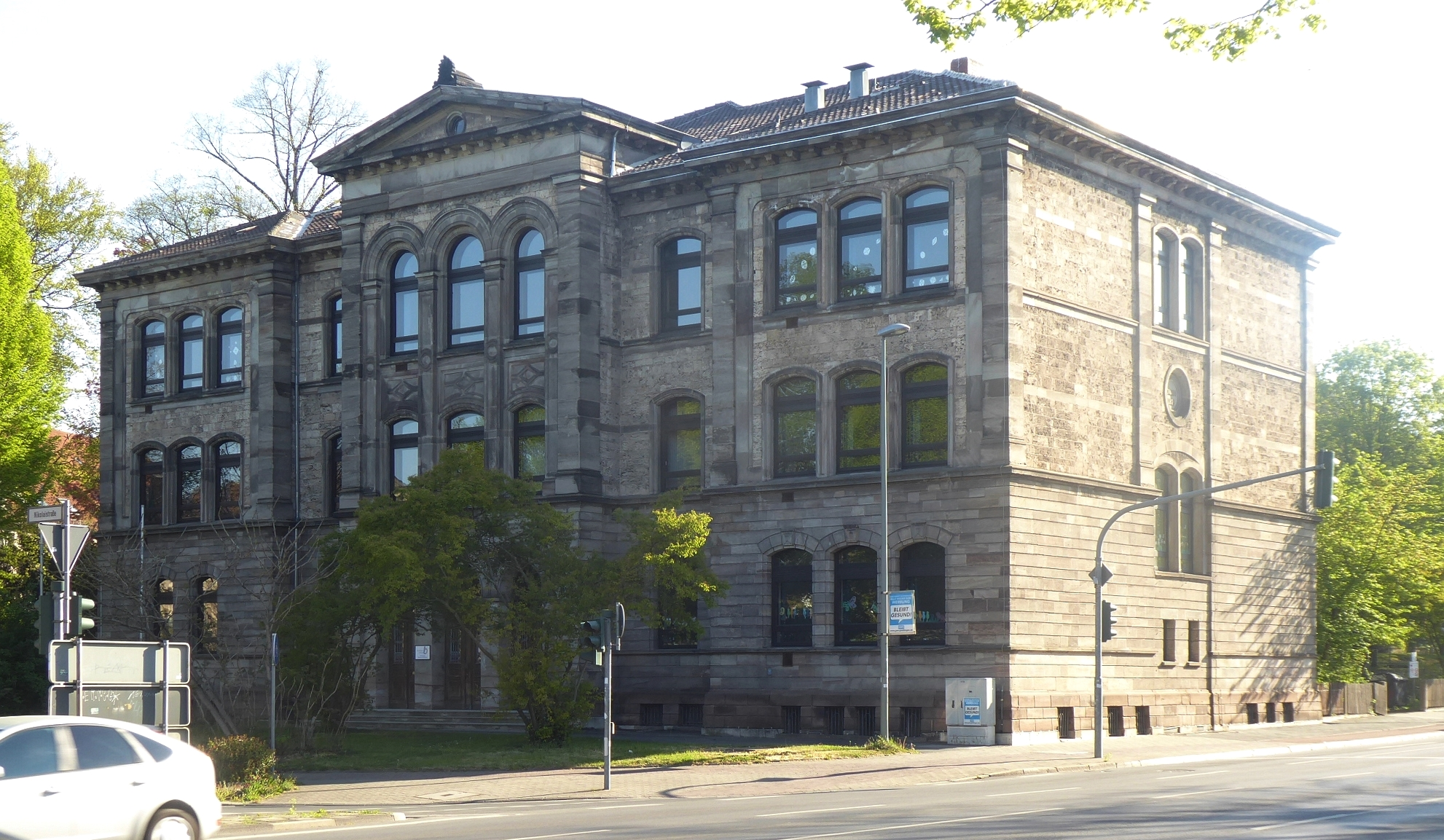
Göttingen, Nikolaistraße 1a, Höhere Mädchenschule (1879)
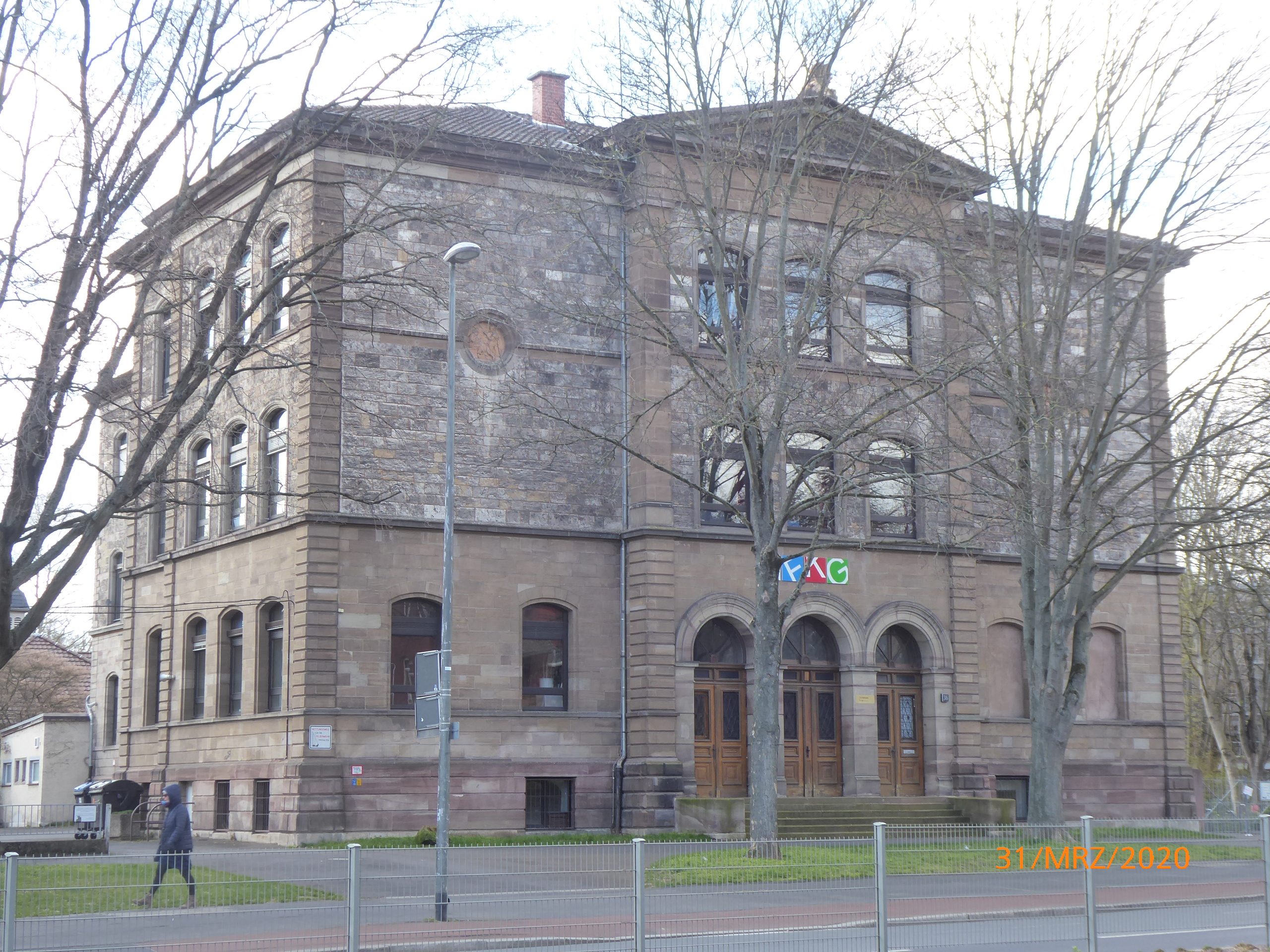
Göttingen, westliche Volksschule, „Jahnschule“, Bürgerstraße 36 (1880)
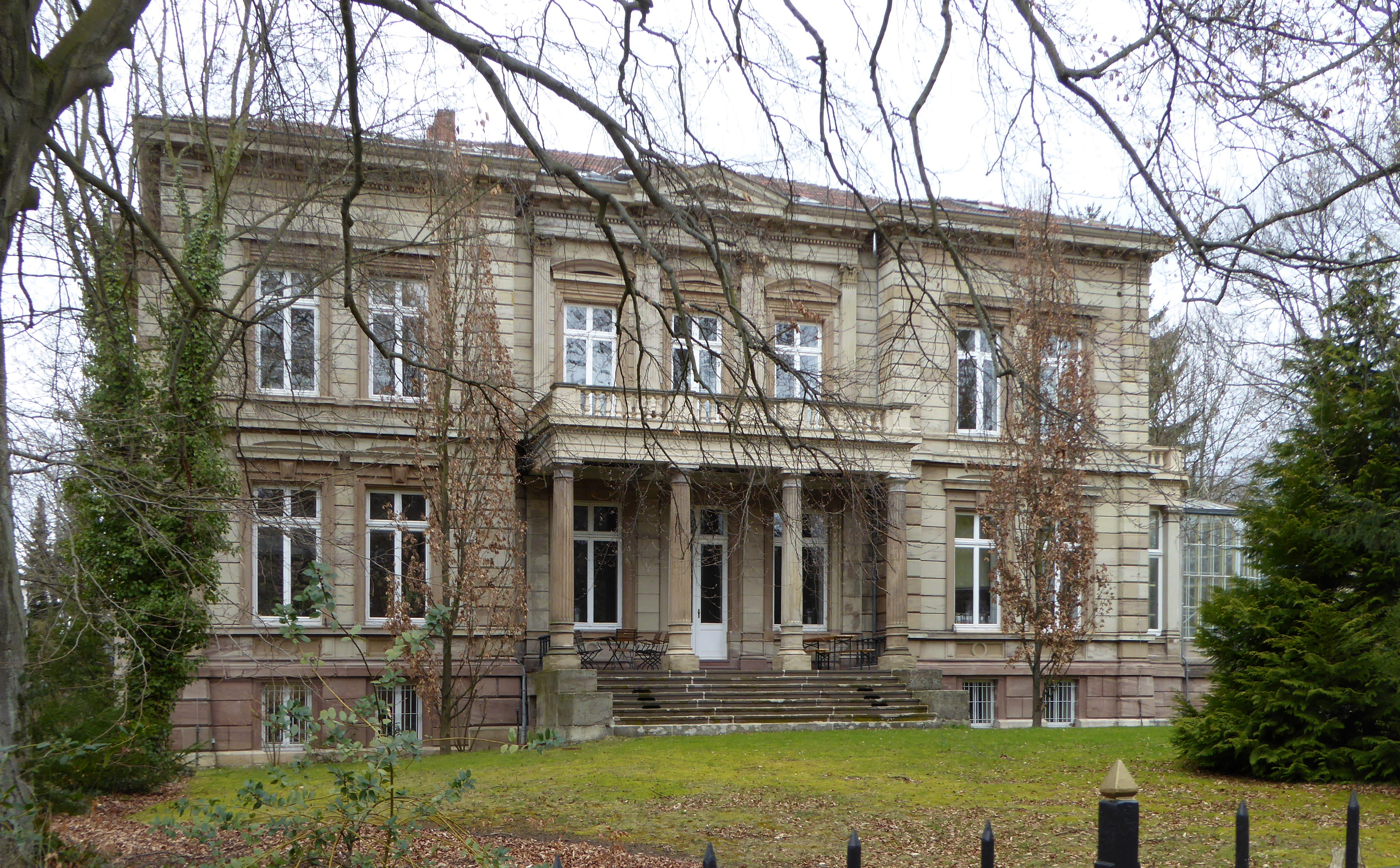
Göttingen, Villa Bar, Herzberger Landstraße 25 (1880)
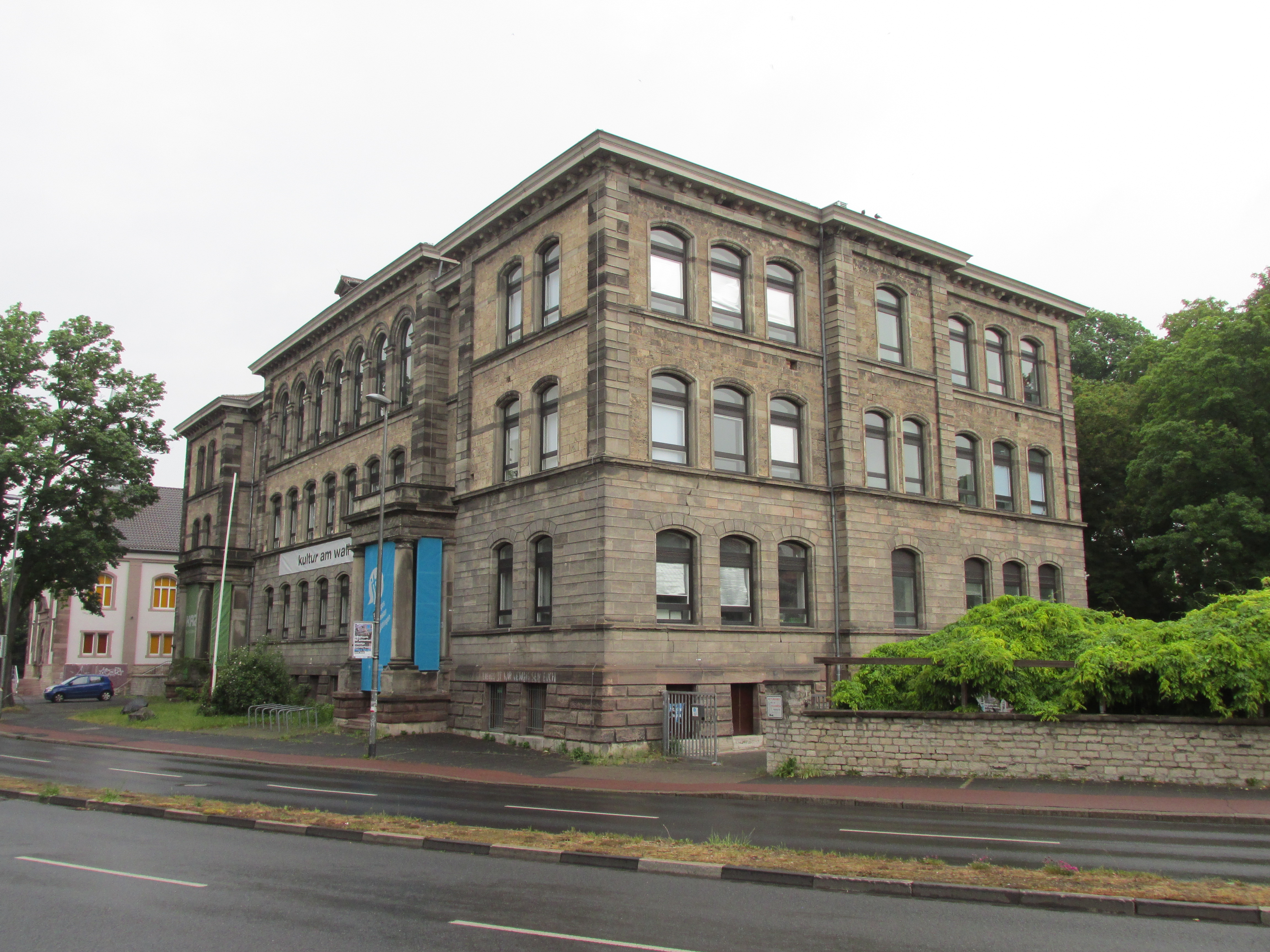
Göttingen, Knaben-Mittelschule, „Voigtschule“, Bürgerstraße 15 (1886)
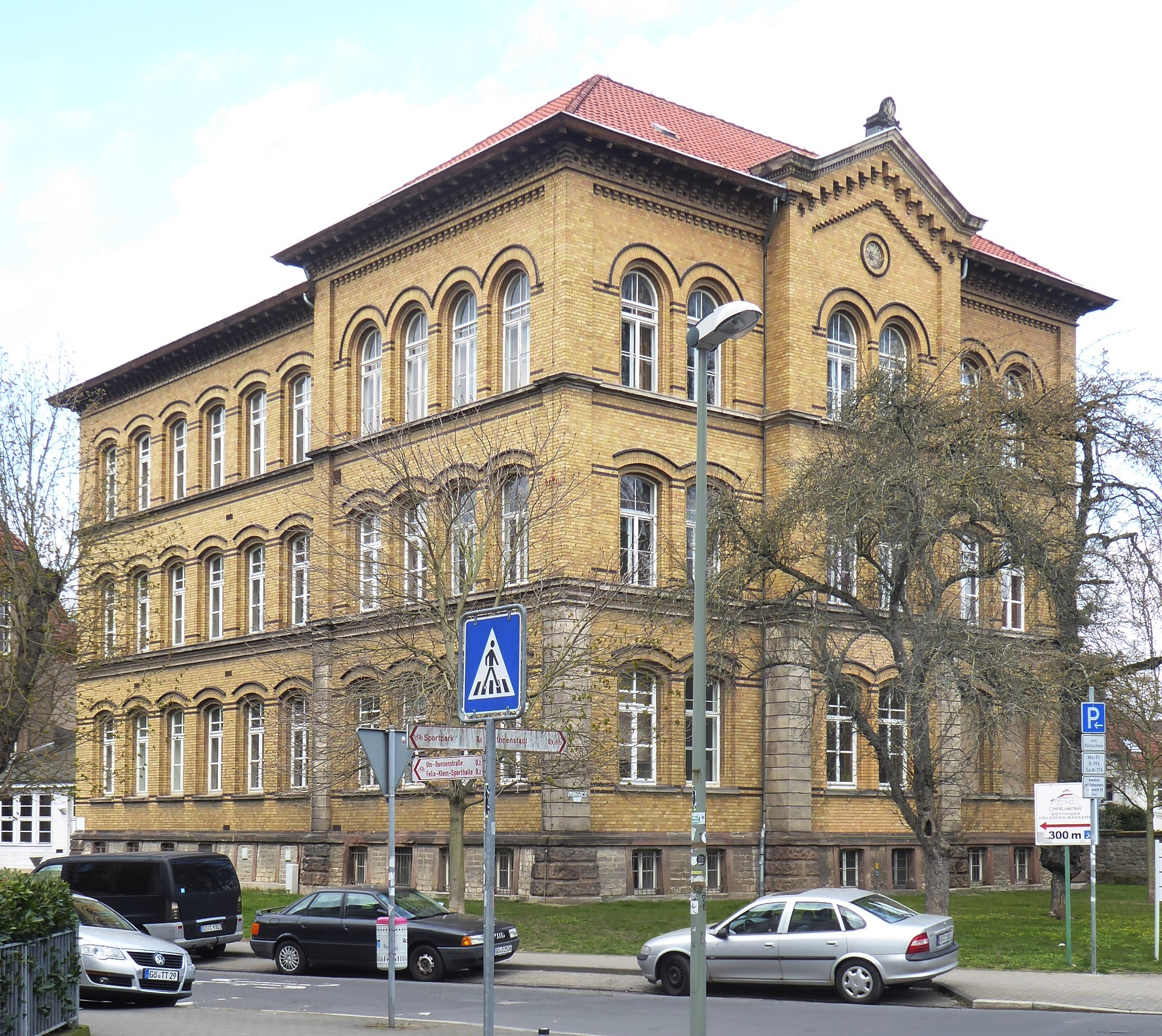
Göttingen, Lotzestraße 16/18, Kaiser Wilhelm II. Oberrealschule (1892)
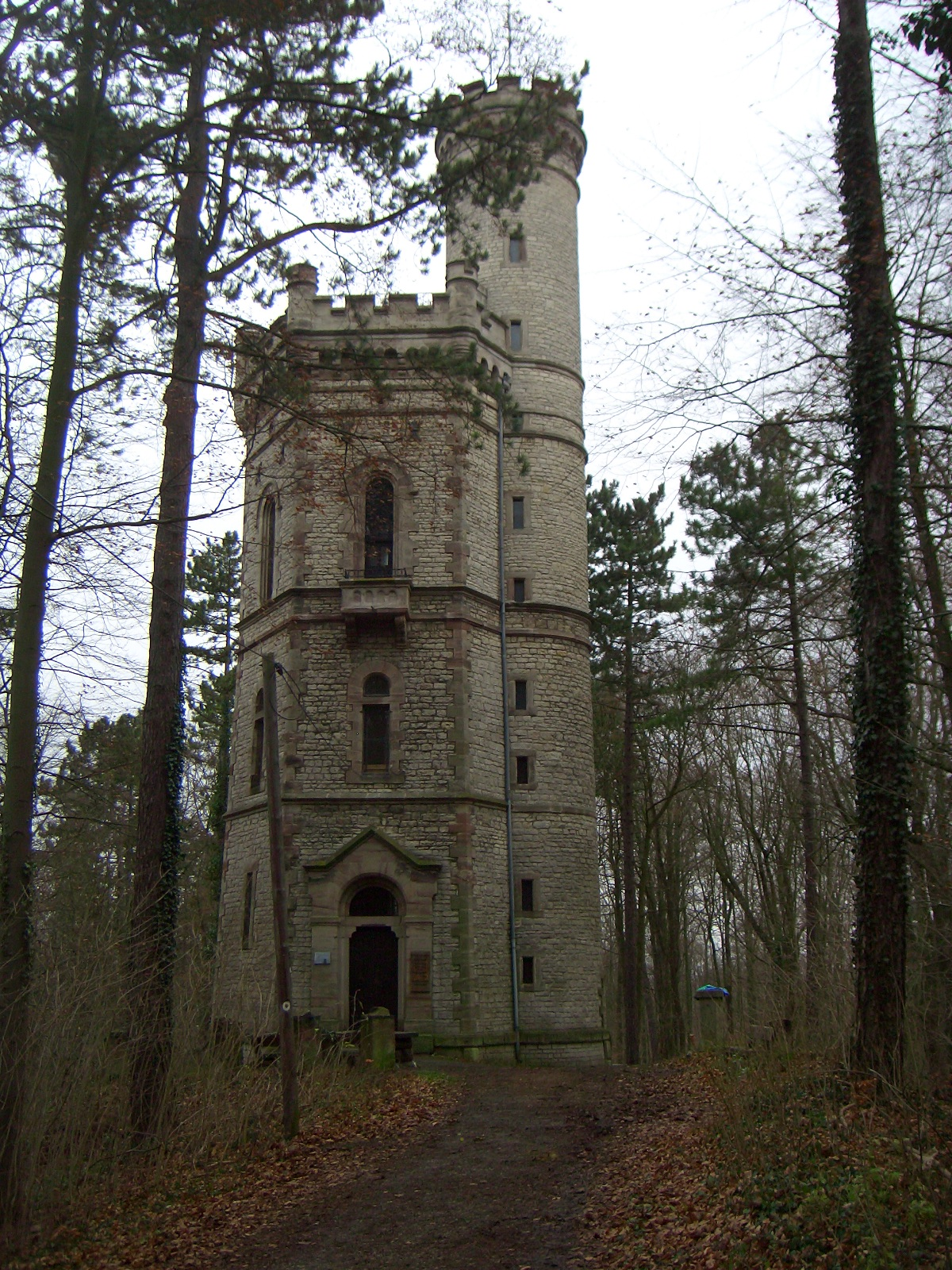
Göttingen, Bismarckturm (1892–1895)
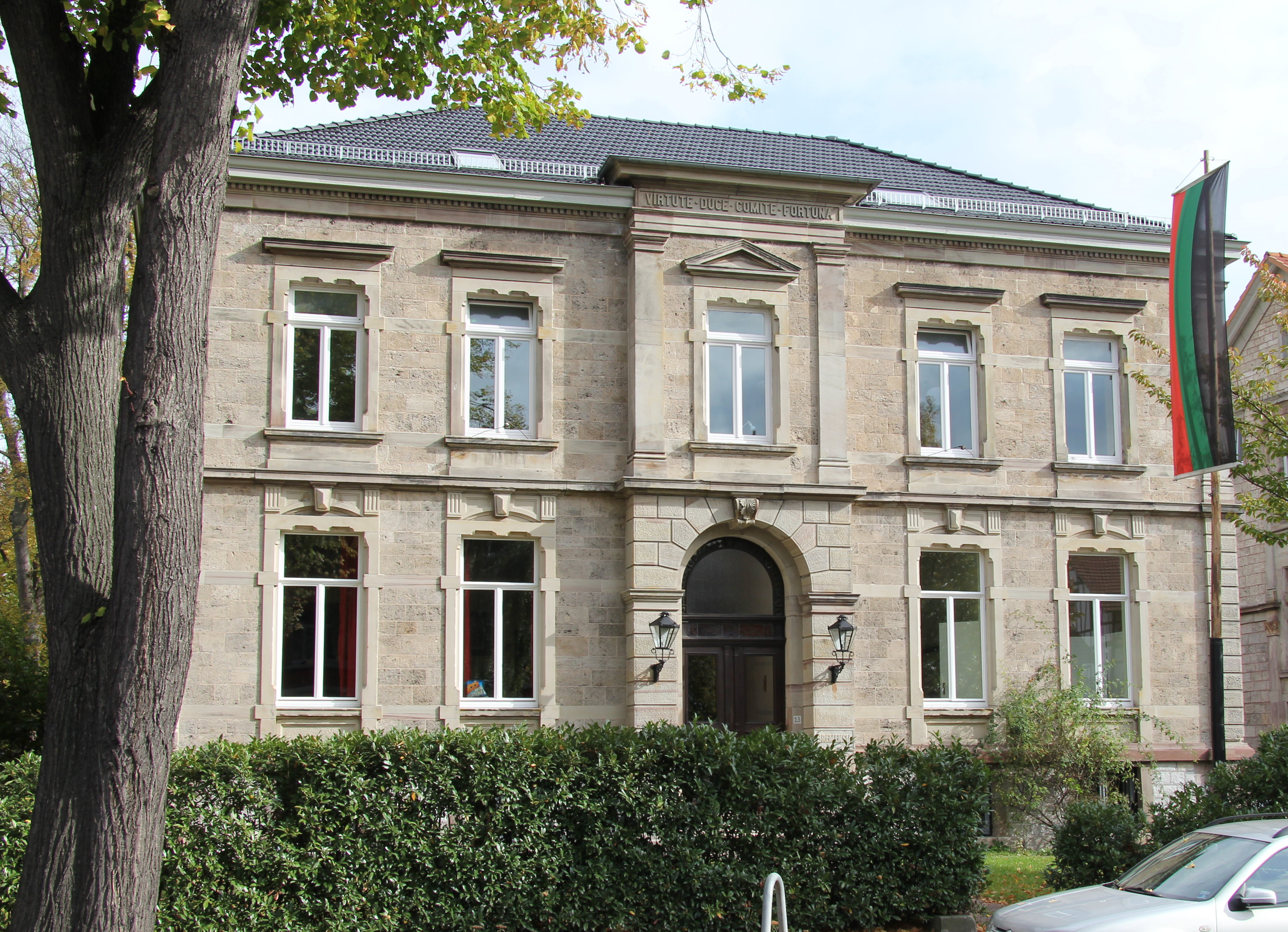
Göttingen, Verbindungshaus "Corps Bremensia", Reinhäuser Landstraße 23 (1894)
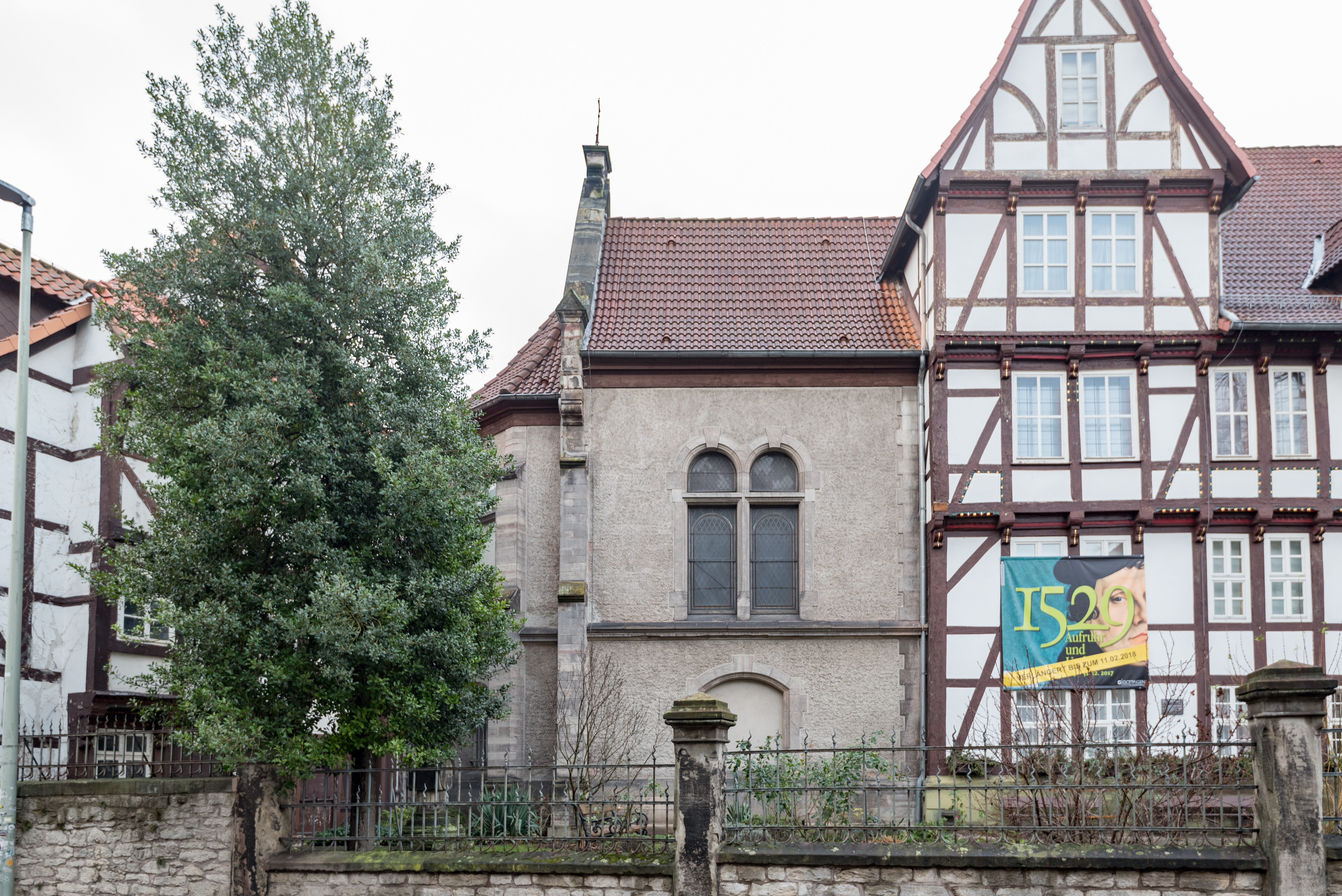
Göttingen, Ritterplan 7, Kapellen-Anbau für die städtische „Altertumssammlung“ / Museum (1896–1897)
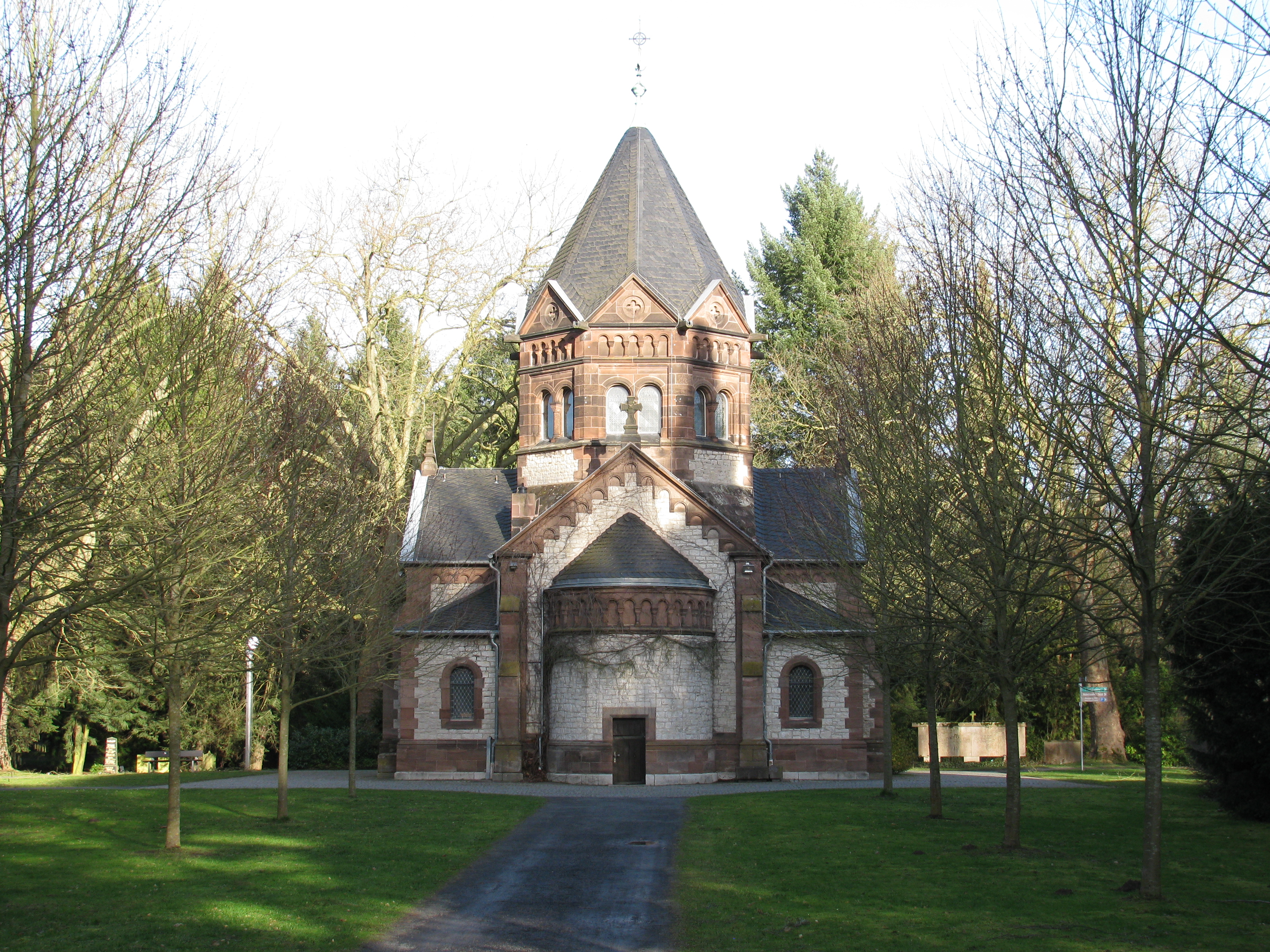
Göttingen, Kapelle auf dem Stadtfriedhof (1899–1900)
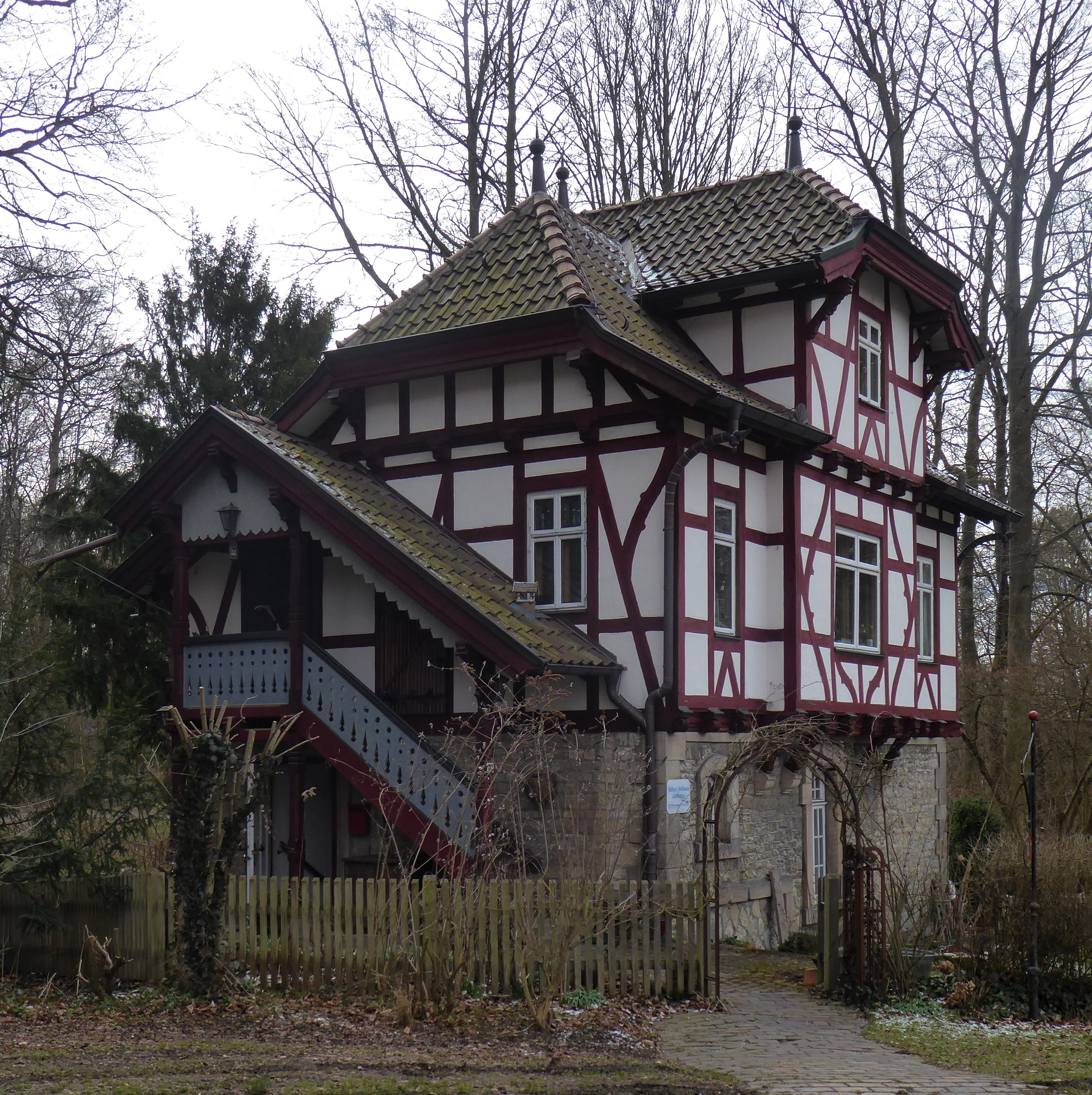
Göttingen, Herzberger Landstraße 82, Pumpenhaus (1899–1901)
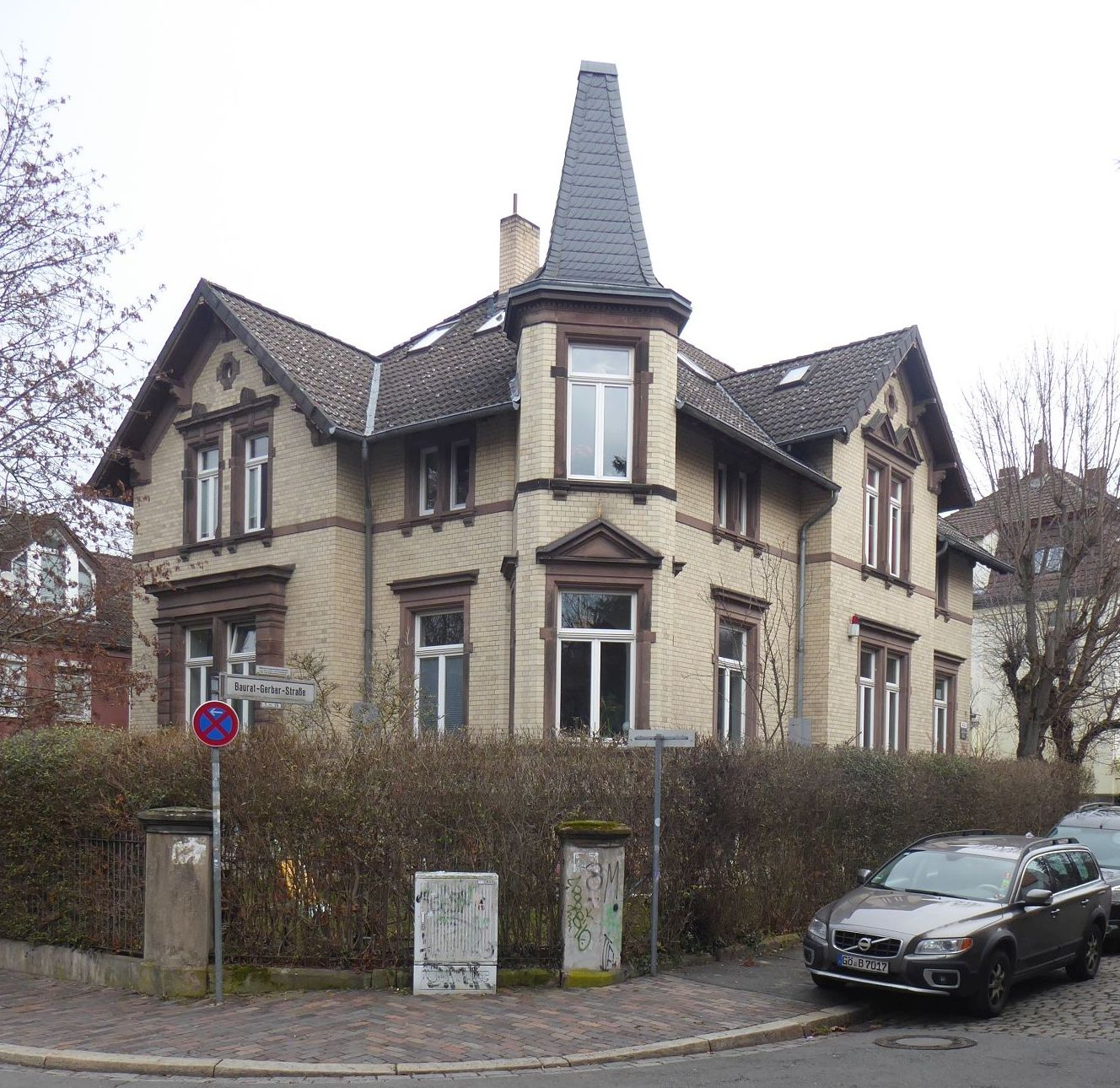
Göttingen, Bühlstraße 12, eigene Villa (1905)

## Bauten an anderen Orten (Auswahl)
- 1857–1859: Evangelisch-lutherische Kirche St. Petri in Wiershausen bei Hannoversch Münden[1]
- 1889: Bürgerschule (Lucas-Backmeister-Schule) in Uelzen[1]
- 1891–1892: Lehrerseminar in Northeim[1]
- 1893–1894: Bürgerknabenschule in Osterode am Harz, Herzberger Straße 4[1]
- Friedhofskapelle in Hannoversch Münden[1]
- Höhere Töchterschule in Northeim[1]
- Schlachthof in Northeim[1]

## Schriften
- Die Werra-Brücke bei Münden auf der Königlich Hannoverschen Südbahn. In: Zeitschrift des Architekten- und Ingenieur-Vereins für das Königreich Hannover, 2. Jahrgang 1856, Heft 1, Sp. 65–79 und Bl. 26–39. (Digitalisat auf digitale-sammlungen.de, abgerufen am 26. April 2023)
- Der Bismarckturm auf dem Hainberge zu Göttingen. In: Zeitschrift für Architektur und Ingenieurwesen, 42. Jahrgang 1896 (1. Jahrgang der Neuen Folge), Nr. 3 (vom 17. Juli 1896), S. 21–24.

## Auszeichnungen
- Für seine Tätigkeit in Brasilien wurde Gerber von Kaiser Pedro II. mit dem Ritterkreuz des Rosenordens ausgezeichnet.[3]
- 1897 erhielt Heinrich Gerber den Ehrentitel Baurat.[15]
- Zum Eintritt in den Ruhestand 1901 wurde Gerber mit dem preußischen Kronenorden III. Klasse für sein Lebenswerk geehrt.[12]
- Im Göttinger Ostviertel wurde aus Anlass von Gerbers Ausscheiden aus dem Dienst 1901 – also bereits zu Lebzeiten – eine Straße als Baurat-Gerber-Straße benannt.[16]
- Schon 1896 erhielt der Hainberg-Fußweg am oberen Ende des Molkengrundes seinem Erbauer zu Ehren vom Göttinger Verschönerungsverein den Namen Gerberstieg.[17]
- 1901 erhielt Gerber für seine Verdienste um den Göttinger Verschönerungsverein dessen Ehrenmitgliedschaft verliehen.[18]

## Archivalien
- Stadtarchiv Hannover (StAH), Signatur H 3.NL.518, Nr. 706 (Gerber, Heinrich)[19]